# Ametria

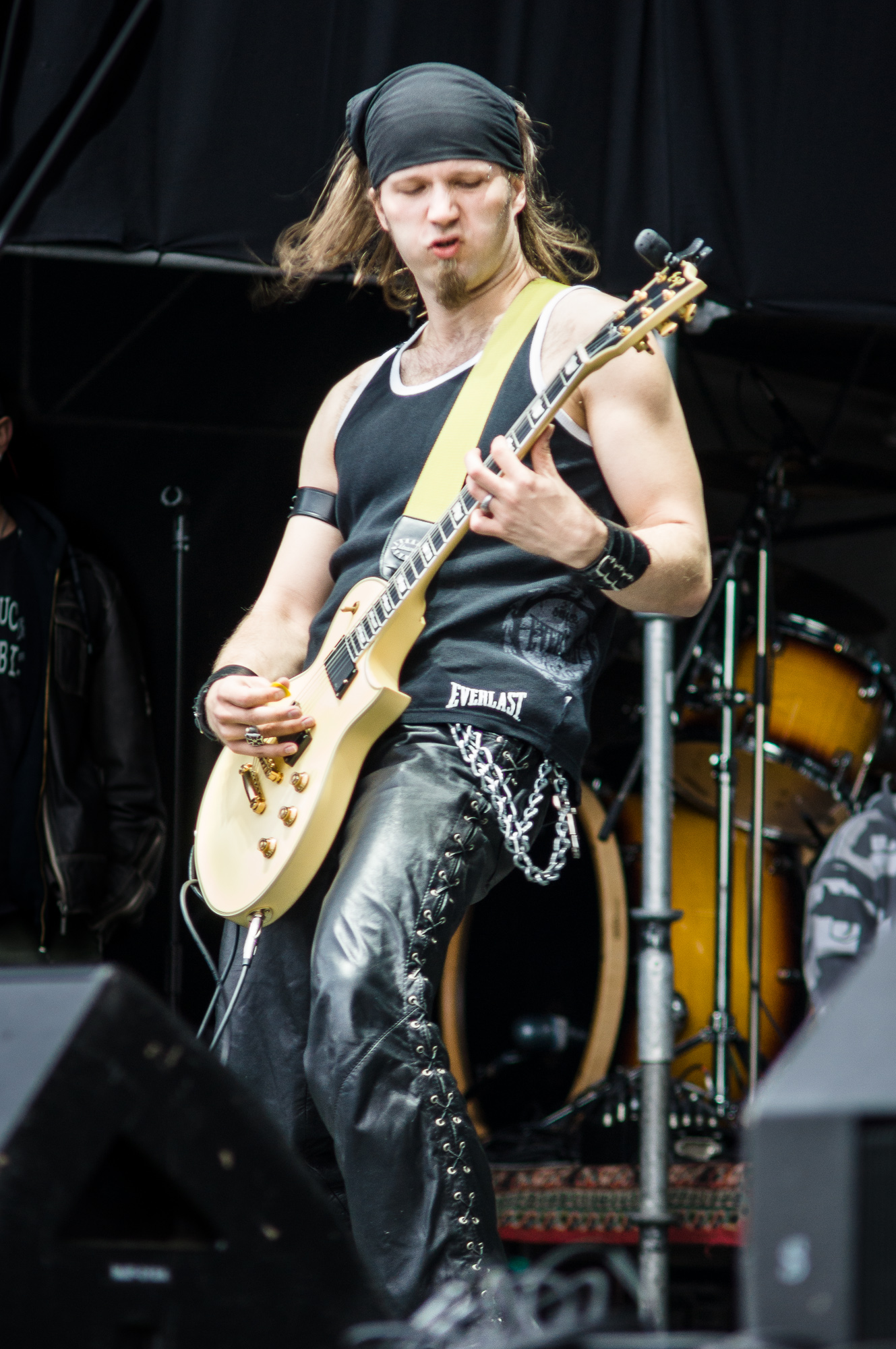
Patryk Gumkowski podczas festiwalu Ursynalia 2012

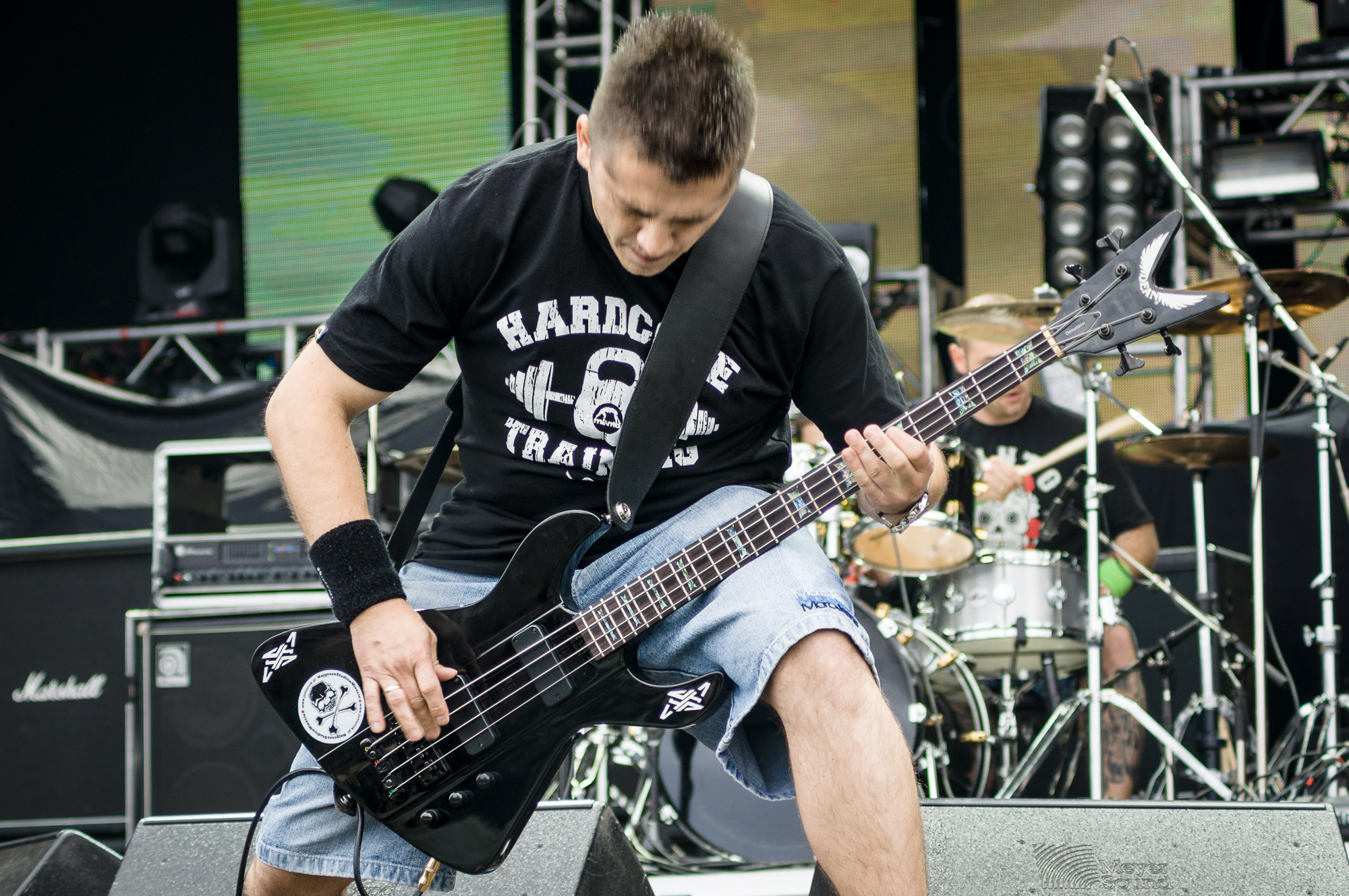
Piotr Szczęk podczas festiwalu Ursynalia 2012

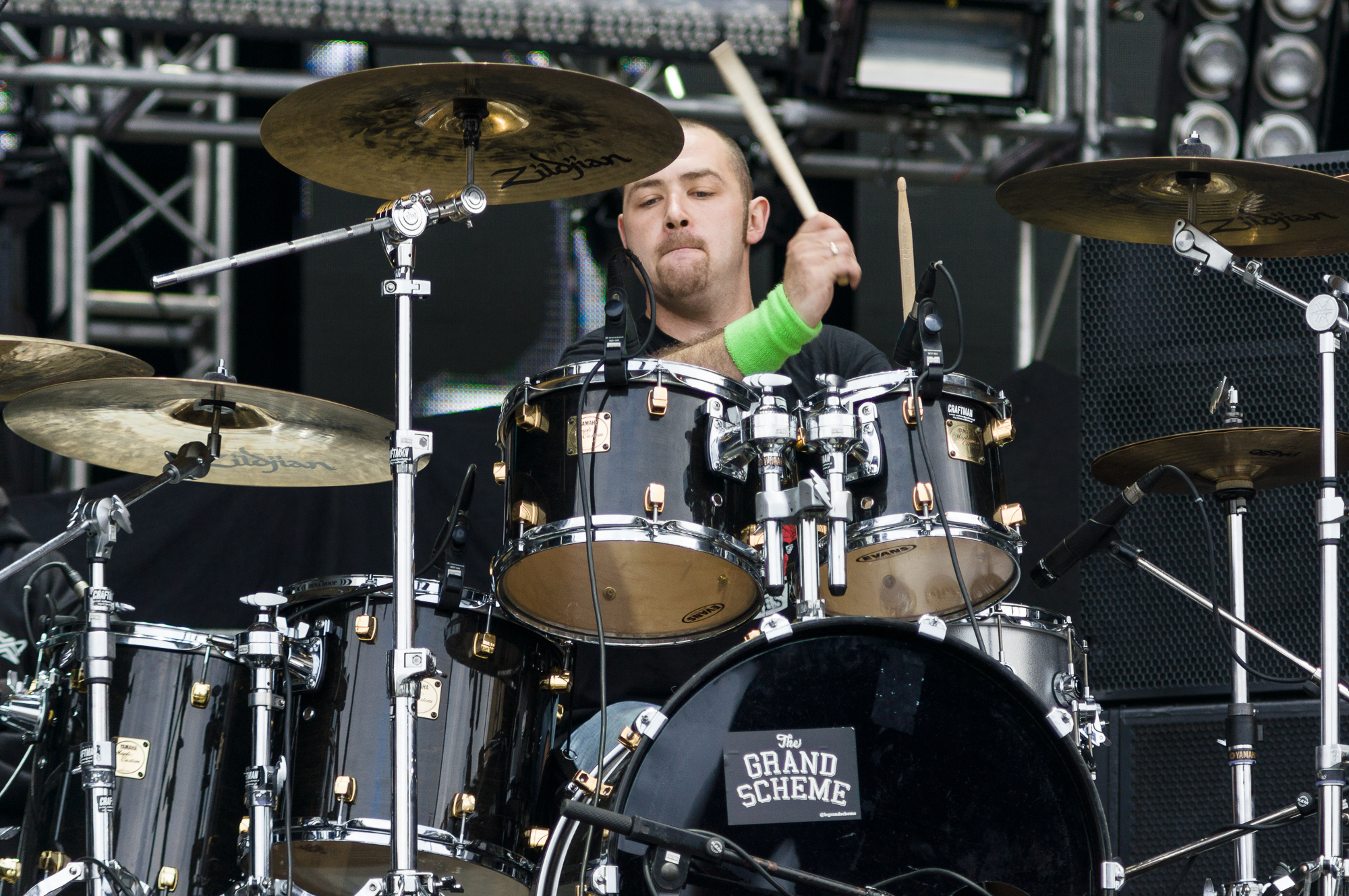
Rafał Tobjasz podczas festiwalu Ursynalia 2012

AmetriA – polski zespół metalowy, powstały w 1993 roku.
Zespół Ametria występuje na wielu trasach koncertowych i koncertach w całej Polsce grając razem z takimi zespołami jak L’Esprit du clan (Francja), Born from Pain (Holandia), Fear Factory (USA), Sick of It All (USA), Amorphis (Finlandia), Illusion, Acid Drinkers, Frontside, None, Hunter, Hedfirst, Ira, Lipali, Pogodno, Coma.
Ametria występowała między innymi na takich festiwalach muzycznych jak: Węgorzewo 1999, Węgorzewo 2003, Woodstock 2005, Young Life 2006, Hunterfest 2006 i wielu innych.

## Historia

### Początek
Zespół powstał w 1993 roku. Pierwszy sukces zespołu przyszedł z rokiem 1998 na XIII Piastowskiej Wiośnie Muzycznej. Pierwsze miejsce dla Ametrii zostało przyznana przez Marka Wiernika i Artura Orzecha.

### Tattoo
Po wygraniu przeglądu zespół znalazł wydawcę na debiutancką płytę Ametrii o nazwie Tattoo. Firmę fonograficzną MIL. Materiał zawarty na albumie Tattoo to nowoczesne ciężkie rockowe granie zdradzające fascynację muzyków Ametrii takimi rodzajami muzyki jak hardcore, rock-metal czy hip-hop. Na płycie znalazło się 11 kompozycji – dziewięć anglojęzycznych i dwa żarty muzyczne – „Pszczółka Maja” oraz „Czterej Pancerni”. Nagrania z tego albumu dosyć często gościły na antenie radiowej i zajmowały czołowe miejsca na listach w branżowych audycjach m.in. Radiostacji i Trójce Polskiego Radia i wielu innych. Teledysk do utworu „Radio Sinner” pojawił się w Atomic TV, Viva Polska i kilku innych stacjach telewizyjnych. Album Tattoo dostał wiele pochlebnych recenzji w takich magazynach jak „Brum”, Tylko Rock i Metal Hammer. Przełomowym momentem w historii Ametrii w roku 2001, było spotkanie z Tomkiem Lipą Lipnickim byłym wokalistą zespołu Illusion i Acid Drinkers, a obecnie gitarzystą i wokalistą zespołu Lipali. Tomek Lipnicki zdecydował się wesprzeć wokalnie zespół gościnnym udziałem w utworze „Każdy z nas” w tym czasie zespół nawiązał współpracę z nową wytwórnią New Project Production, efektem było wydanie utworu na składance Plaga Rocka, obok takich gwiazd jak Anja Orthodox, Marek Raduli, Wojciech Pilichowski, Andrzej Nowak z TSA. Na gwiazdkę 2001 roku, Ametria przygotowała prezent dla swoich fanów, którzy dotychczas pozbawieni byli możliwości zdobycia pierwszego albumu Tattoo. Od 24 grudnia 2001 roku cały materiał był legalnie dostępny za darmo w formacie mp3 na stronie Codziennej Gazety Muzycznej 30ton, która także ma patronat mediowy nad zespołem. W dniu udostępnienia płyty Tattoo na portalu cgm.pl w formie mp3 odnotowano 12 tysięcy ściągnięć płyty w dniu premiery. Koniec roku 2001 to moment, w którym zespół podpisał umowę z wytwórnią Universal Music Polska, pierwsze kroki jakie zapoczątkowała wytwórnia to wydawnictwo Nowa Energia. Ametria do tego wydawnictwa zrealizowała teledysk do utworu „Zazdrość”, który gościł na antenie Viva Polska i utrzymywał się przez 6 miesięcy na czołowych miejscach listy Viva Rock, niestety brak zainteresowania zespołem ze strony wytwórni Universal Music Polska spowodował odejście zespołu od wydawcy i nawiązanie od roku 2003 ponownej współpracy z wytwórnią New Project Production, która to zaproponowała wydanie nowego albumu zespołu Ametria o tytule Piątek3nastego w roku 2004, dystrybucją albumów zajęła się EMI Music Poland.

### Piątek3nastego
Piątek3nastego to 13 utworów i 5 remiksów, w tym dwa covery, a wszystko to utrzymane w charakterystycznym, dobrze znanym fanom zespołu klimacie. Większość utworów wykonana jest w języku ojczystym, zaś dwa w wersji angielskiej. Nastrój kompozycji oscyluje i przenika się w trzech alternatywnych obszarach muzycznych, dominują oczywiście wątki rock-metalowe i hardcore, a momentami wtóruje im hiphopowy beat. Oprócz tego album sporą dawkę elektroniki, loopy, skrecze oraz wiele elementów. Na płycie pojawili się bardzo ciekawi goście z czołówki polskiego alternatywnego grania i sceny hiphop, tacy jak: Vienio i Pele, czyli Molesta Ewenement, Tomek „Lipa” Lipnicki (Illusion, Acid Drinkers, Lipali), Funky Filon, DeMonique (Dive 3D), Przemek Witkowski (Hedfirst), Alan Stępień i Piotr Dygasiewicz na instrumentach klawiszowych. W autorskim nagraniu Pniaka na przeszkadzajkach gościnnie wystąpił Rafał Dziubiński. Remiksy – za sprawą miesięcznika Estrada i Studio wykonali niezależni muzycy.
Na charakter płyty duży wpływ wywarły zmiany personalne w zespole. We wrześniu 2003 roku do zespołu dołączył nowy perkusista Piotr „Pniaq” Pniak. Wcześniej można go było usłyszeć w takich zespołach jak: Proletaryat, Terytorium, Pain, Sidney Polak znany jest też ze współpracy z Reni Jusis, Wojtkiem Pilichowskim oraz wieloma innymi muzykami, a także z Filharmonią Łódzką. Wykreowanie brzmienia płyty podjął się znany realizator i ekspert w dziedzinie pracy w studio, redaktor branżowego magazynu Estrada i Studio Krzysztof Maszota.
Piątek3nastego była płytą nominowaną do nagrody Fryderyki 2004 w kategorii rock/metal u boku takich zespołów jak TSA, Acid Drinkers, Vader, Behemoth. Utwór „Hiszpański hicior” Ametrii, przez 8 tygodni znajdował się na 1. miejscu listy Antyradia, i był utworem, który najdłużej utrzymywał się w czołówce na liście w roku 2004. Ametria dostała się, także na pierwsze miejsce w większości alternatywnych list przebojów w wielu stacjach radiowych. W sierpniu 2005 roku zespół Ametria wystąpił na największym festiwalu muzycznym Woodstock 2005, ich energiczny i charyzmatyczny koncert został bardzo dobrze przyjęty, co było nominacją do nagrody Złotego Bączka 2005 przyznawaną przez Fundację Wielkiej Orkiestry Świątecznej Pomocy.
Zespół Ametria po nagraniu płyty „Piątek3nastego” nadal współpracował ze starym perkusistą Sylwestrem „Hator” Łukaszewskim z którym zespół rozstał się definitywnie pod koniec lipca 2007 roku, jego miejsce zajął młody dobrze zapowiadający się perkusista Rafał Tobiasz.

### Nowy dzień
9 marca 2009 roku ukazał się nowy album zatytułowany Nowy dzień. Przygotowana została już w nowym 5-osobowym składzie, od 1 maja 2006 roku z zespołem Ametria współpracuje wokalistka Marta „Selma” Ciecierska, jest to czwarty głos w zespole Ametria, a zarazem pierwszy damski. Od tego momentu Ametria będzie prezentowała się z czterema wokalami na scenie. W lutym 2010 roku album Nowy dzień uzyskał nominację do nagrody polskiego przemysłu fonograficznego Fryderyka w kategorii: album roku heavy metal.

### Kły
15 marca 2013 roku wydana została płyta Kły. Na albumie znajduje się 13 utworów w tym dwa bonusowe, 12 jest w języku polskim, 1 po angielsku. Nagrania dokonano w Izabelin Studio w nowym czteroosobowym składzie: Jakub „Qbx” Łuczak, Piotr „Szczena” Szczęk, Rafał „Tobi” Tobjasz oraz nowy gitarzysta Patryk „Cola” Gumkowski, który dołączył do zespołu w czerwcu 2010 roku. Jest on również autorem projektu okładki płyty. Gościnnie na płycie wystąpił Tomek „Lipa” Lipnicki, który wspomógł zespół wokalnie w utworze „Korzenie”. Teksty i muzyka na płycie jest autorstwa zespołu, kilka utworów napisał były członek zespołu Arkadiusz „Arekcore” Stępień.

## Muzycy
| - Jakub „Qbx” Łuczak – gitara, śpiew - Piotr „Szczena” Szczęk – gitara basowa, śpiew - Patryk „Cola” Gumkowski – gitara - Rafał „Tobi” Tobjasz – perkusja | - Piotr „Pniaq” Pniak – perkusja - Łukasz „Hipek” Klinke – perkusja - Sylwester „Hator” Łukaszewski – perkusja - Arkadiusz „Arekcore” Stępień – gitara, śpiew, DJ - Marta „Selma” Ciecierska – śpiew |

## Dyskografia
| Rok  | Tytuł                                                                 |
| ---- | --------------------------------------------------------------------- |
| 1998 | Tattoo - Data: 1998 - Wydawca: MIL                                    |
| 2004 | Piątek3nastego - Data: 17 maja 2004 - Wydawca: New Project Production |
| 2009 | Nowy dzień - Data: 9 marca 2009 - Wydawca: Kartel Music               |
| 2013 | Kły - Data: 15 marca 2013 - Wydawca: Jawi                             |

| 2009                           | „Egipski hicior”     | 8  |
| 2012                           | „Nieczyste sumienie” | 17 |
| „–” pozycja nie była notowana. |                      |    |

## Teledyski
| Rok  | Tytuł               | Reżyseria                                        | Album                            |
| ---- | ------------------- | ------------------------------------------------ | -------------------------------- |
| 1998 | „Radio Sinner”      | –                                                | Tattoo                           |
| 2003 | „Zazdrość”          | –                                                | Nowa Energia Vol. 3 (kompilacja) |
| 2004 | „Paltolycho...?”    | –                                                | Piątek3nastego                   |
| 2004 | „Hiszpański hicior” | –                                                | Piątek3nastego                   |
| 2009 | „Anioł i diabeł”    | –                                                | Nowy dzień                       |
| 2012 | „Fear”              | Szymon Dołmatow, Rafał Machelski, Karol Rogalski | Kły                              |

## Nagrody i wyróżnienia
| Fryderyki | Fryderyki      | Fryderyki             | Fryderyki | Fryderyki |
| Rok       | Album          | Kategoria             | Nota      |           |
| --------- | -------------- | --------------------- | --------- | --------- |
| 2004      | Piątek3nastego | album roku rock/metal | Nominacja |           |